# Copiloto
Un copiloto es el acompañante del piloto en el asiento delantero de un vehículo. Puede tener o no funciones relacionadas con la conducción del vehículo. En el pilotaje de vehículos de gran complejidad, como los aviones donde es llamado primer oficial, sí realiza funciones auxiliares; en el caso de los turismos, el copiloto suele ser un mero acompañante.

## Copiloto derally

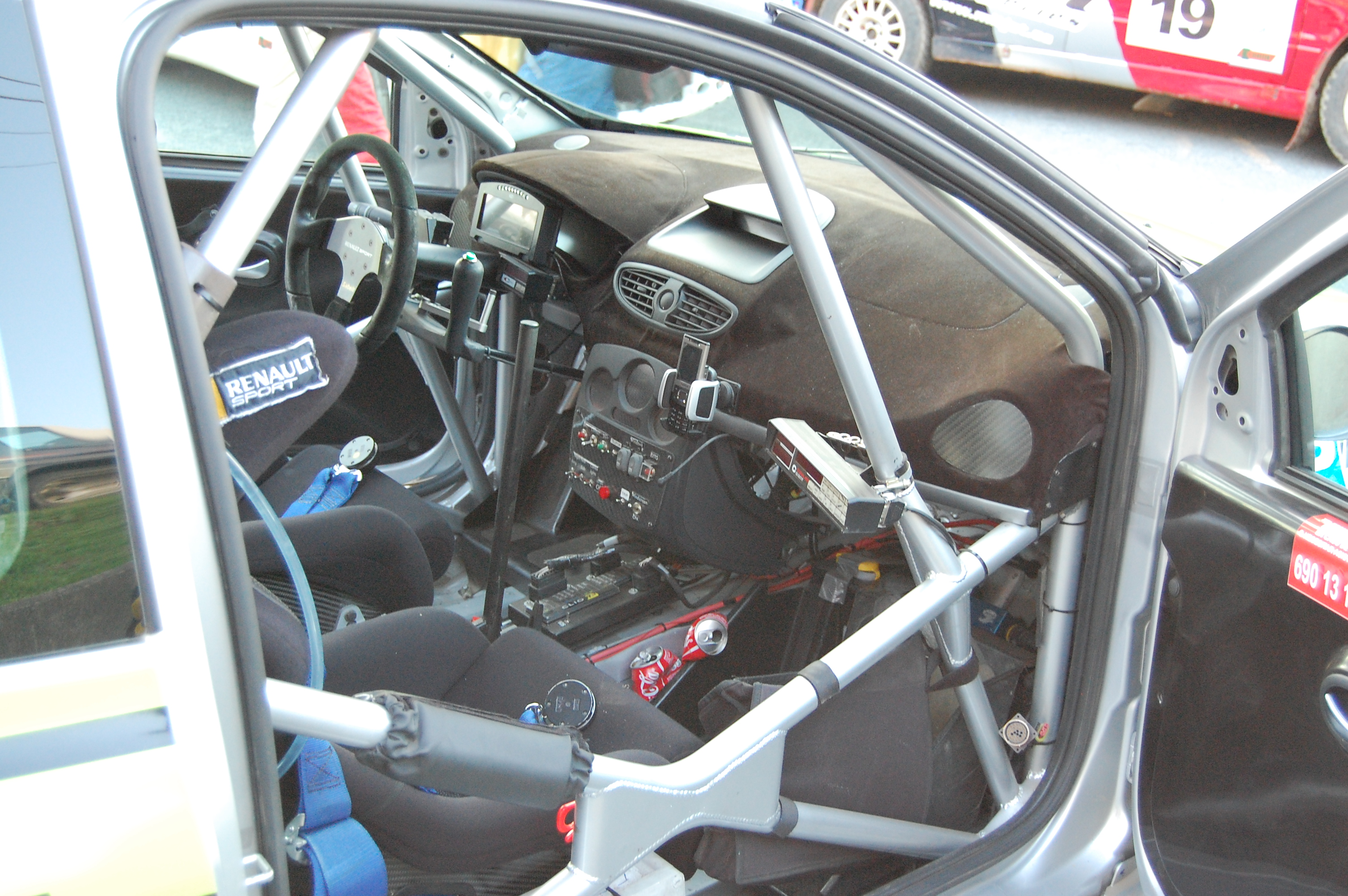
Interior de un vehículo de rally. Se puede apreciar el terratrip acoplado en las barras de seguridad.

Los rallies es un deporte individual que se disputa en equipo. El piloto se limita a conducir, mientras que el copiloto se encarga de informar al piloto de todo lo que va a encontrarse mientras este conduce, ya sea al desplazarse desde el parque de asistencia hasta el tramo, como en el tramo en sí, deben saber reconocer y leer el Libro de Ruta y la hoja de ruta y saber tomar y controlar los horarios de cada control en la carrera. Por lo general, los pilotos suelen acaparar la popularidad y también cobrar más, por consiguiente, los copilotos suelen tener un papel secundario, cuando en realidad en ellos recae en gran medida, el éxito o fracaso del equipo. El trabajo de un copiloto debe ser riguroso, preciso y metódico y con una gran comunicación y entendimiento con su compañero. Una nota mal cantada, un pequeño error en el control de los tiempos o de mala interpretación del roadbook, puede llevar al fracaso todo el trabajo y esfuerzo del equipo.
En algunos países de habla hispana como México, los copilotos de rally son llamados navegantes.

### Reconocimientos

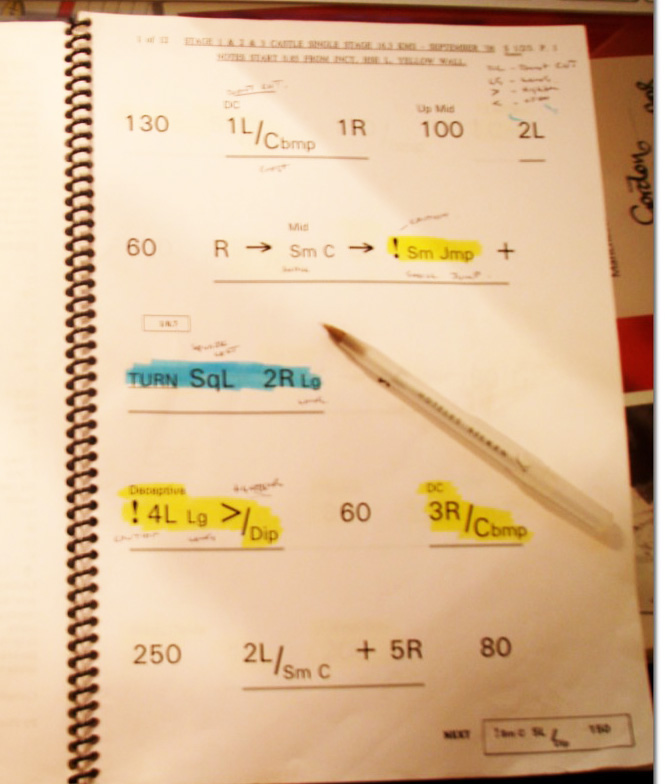
Notas del copiloto.

Es en los reconocimientos (tradicionalmente llamados entrenamientos) cuando el trabajo del copiloto es esencial. Este anota todas las referencias que el piloto le dicta sobre el estado de la carretera, tipo de curvas, distancias, etc. que luego el copiloto le cantará durante los tramos cronometrados. Por lo tanto debe anotarlas de manera que le resultan fáciles y rápidas de leer. Para ello utiliza abreviaturas en forma de símbolos para poder transcribir a mayor velocidad las indicaciones del piloto.  Además en la primera pasada de reconocimientos tiene que dar al piloto las indicaciones pertinentes al llegar a los cruces acerca de qué dirección tomar según las indicaciones del libro de ruta o Road-book. Debe tener un ojo en las notas y otro en la carretera. Si este se pierde o se equivoca en la lectura de la notas puede provocar un accidente, por lo tanto los pilotos debe tener una fe ciega en las informaciones que su compañero le dicta.
Además de cantar las notas durante los tramos, debe planificar los entrenamientos, verificar los tiempos de entrada y salida en los parques y los controles, controlar el carnet de ruta que se selle en cada control, de llevar la documentación, notas, carnet y libro de ruta. Para los controles tiene la ayuda de un trip master (también conocido como terratrip) un aparato que mide los kilómetros totales y parciales y el tiempo invertido. Algunos copilotos también se ayudan de cronómetros que llevan colgado al cuello, aunque esto solía hacerse antes, cada día en desuso. Dentro del coche, además debe controlar la radio, el móvil, la bocina (que suele accionarse con los pies) y otras funciones del coche como el vigilar los niveles de presión de temperatura y aceite, la velocidad, nivel de combustible, temperatura del agua, entre otros. Por lo general el piloto solo ve la marcha y el cuentarrevoluciones.

### Psicólogo
Además de todo esto, el copiloto tiene otra función muy importante, es el psicólogo del equipo. Controla el estado de ánimo del piloto, lo anima cuando las cosas van mal y lo felicita cuando van bien. Es el cerebro del equipo dentro del vehículo, ya que él es el encargado y el único que sabe cómo va la carrera, los tiempos propios y de los rivales, etc. El piloto solo debe prestar atención a la conducción.
El copiloto también tiene un contacto directo con los ouvreurs, que llevan una copia de las notas y le informa del estado de la carretera posibles cambios, trampas como presencia inesperada como tierra suelta, hielo, entre otros. Además de asesorarle en la elección de los neumáticos.
Se suele decir o creer, que un copiloto es un piloto frustrado y que muchos empezaron como pilotos para finalmente pasarse al asiento de la derecha. En los últimos tiempos y sobre todo en los equipos profesionales esto no es así. Los copilotos son profesionales que les gusta su labor y que en ningún momento se plantean convertirse en pilotos. Las pocas veces que un copiloto coge el volante lo hace durante los enlaces para dar descanso a su piloto y aunque puede pilotar el coche durante los tramos, ya que su licencia deportiva se lo permite, esto no es lo habitual. En el año 2011 el copiloto de Petter Solberg, Chris Patterson, llevó su coche durante el último tramo del Rally de Suecia, debido a una sanción de tráfico impuesta a su compañero.

### Compañerismo
En ocasiones piloto y copiloto pueden tener una relación más allá de lo deportivo. No es raro ver parejas de hermanos que compiten juntos, como el caso de los hermanos Panizzi o de Per Carlsson (copiloto de Ingvar Carlsson, que ganaron el Suecia de 1988). En España los hermanos Vallejo, campeones de España en 2009, compiten juntos desde hace años, también en Chile los hermanos Jorge y Joaquín Riquelme, quienes comenzaron su carrera juntos y fueron tricampeones en su categoría desde el año 2010. El piloto finés Marcus Grönholm compitió toda su carrera con Timo Rautiainen que además es su cuñado.

## Copilotos destacados

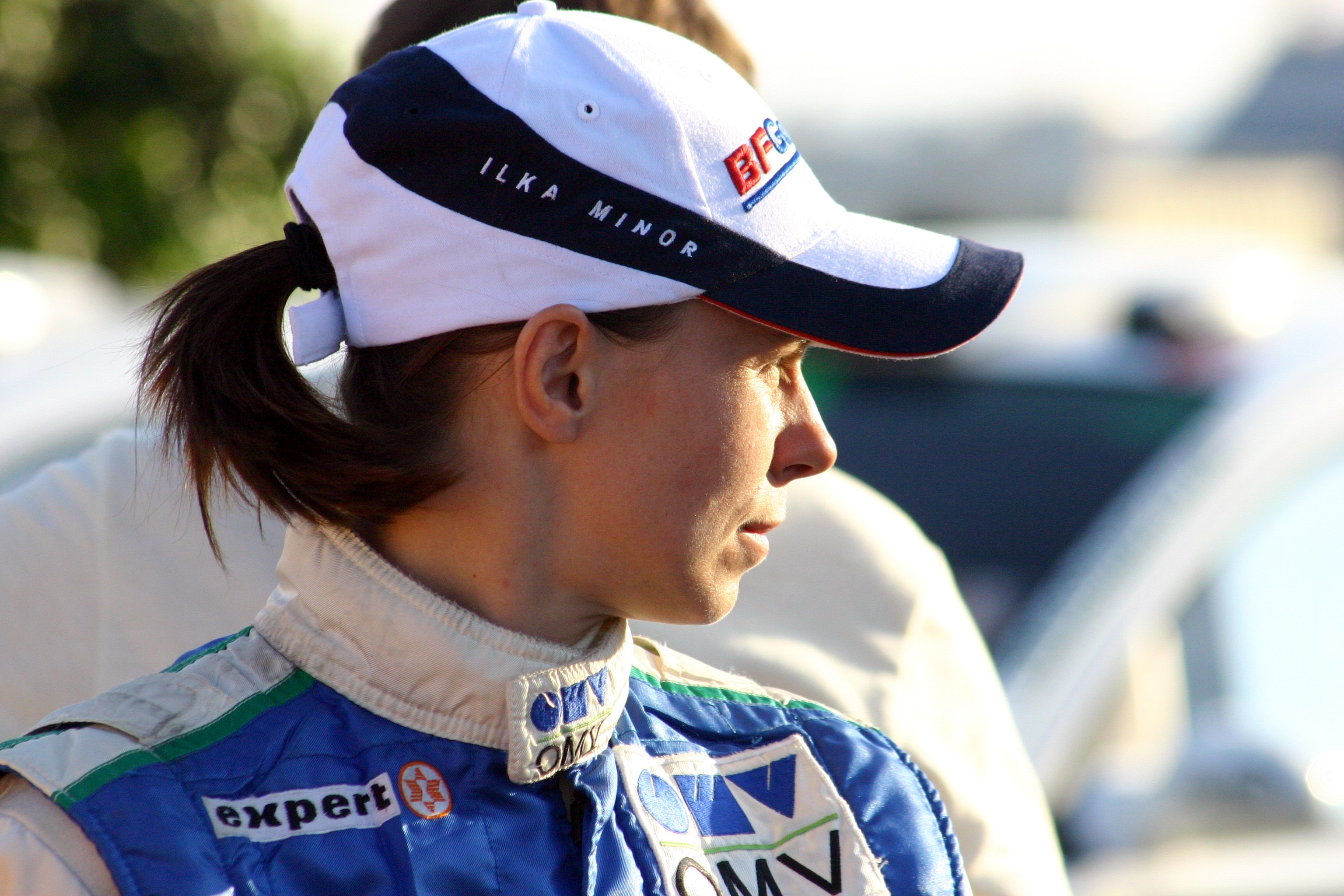
La copiloto Ilka Minor. Las mujeres también han tenido su protagonismo en un deporte mayoritariamente de hombres.

Entre los copilotos más destacados en el Campeonato del Mundo se encuentran el monegasco Daniel Elena con setenta y siete victorias, Timo Rautiainen con treinta, Luis Moya con veinticuatro, Nicky Grist con veintiuno, Seppo Harjanne con veinte o Ilkka Kivimäki con diecinueve. Entre las mujeres copiloto destacan Fabrizia Pons con cinco victorias y diecisiete podios, Michel Petit con dos victorias y  cinco podios o Ilka Minor con ocho podios.
Los copilotos Jean-Claude Lefebvre y Fabrizia Pons son las únicas personas que han sumado puntos para el Campeonato Mundial de Rally de pilotos y copilotos.

### Campeonato Mundial de Rally
- Daniel Elena
- Timo Rautiainen
- Luis Moya
- Nicky Grist
- Seppo Harjanne
- Ilkka Kivimäki
- Arne Hertz
- Bernard Ocelli
- Fred Gallagher
- Denis Giraudet
- Sergio Cresto
- Risto Mannisenmäki
- Phil Mills
- Michael Park
- Juha Piironen
- Fabrizia Pons
- Robert Reid
- Derek Ringer
- Jean Todt
- Juha Repo
- Kaj Lindstrom
- Arne Hertz
- Tiziano Siviero
- Christian Geistdörfer
- Chris Patterson
- David Richards
- Jorge Del Buono
- Martín Christie
- Rubén García